# Balázs Ablonczy
Balázs Ablonczy (1974) es un historiador húngaro.

## Biografía
Nació en 1974. Es autor de obras como Teleki Pál (2005), una biografía del político Pablo Teleki; Trianon-legendák (2010); o A visszatért Erdély 1940-1944 (2011), sobre la cesión de parte de Transilvania a Hungría tras el Segundo arbitraje de Viena; entre otras.